# Microsoft Lumia 540
Microsoft Lumia 540 - это бюджетный смартфон из семейства Microsoft Lumia.
В отличие от своего предшественника, Lumia 540 оснащен дисплеем 720p, но в остальном его внутренние характеристики аналогичны более ранним устройствам серии Lumia 5xx. Он поставляется с предустановленной Windows Phone 8.1 Update 2 (с прошивкой Lumia Denim) и возможностью обновления до Windows 10 Mobile.
Из-за того, что Lumia 540 является бюджетным устройством, он доступен только в Италии, Индии, на Ближнем Востоке, в Африке и Азии.

## Технические характеристики

### Аппаратное обеспечение
Lumia 540 имеет 5,0-дюймовый IPS LCD дисплей, четырехъядерный 1,2 ГГц Cortex-A7 процессор Qualcomm Snapdragon 200, 1 Гб оперативной памяти и 8 Гб внутренней памяти, которую можно расширить с помощью карт microSD до 256 Гб. Телефон оснащен литий-ионным аккумулятором емкостью 2200 мАч, задней камерой 8 МП и фронтальной камерой 5 МП. Он доступен в оранжевом, белом, черном, сером и синем цветах.

### Программное обеспечение
Lumia 540 поставляется с Windows Phone 8.1 с обновлением Lumia Denim.

## Принятие
Microsoft Lumia 540 Dual SIM был в целом хорошо принят, но подвергся критике за то, что практически не получил новшеств, в отличие от с более ранних устройства серии Lumia 5xx.